# Efrajim Sne
Efrajim Sne (hebrejsky אפרים סנה‎, v anglickém přepisu Efraim Sneh; * 19. září 1944, Tel Aviv) je izraelský politik a lékař. V letech 1992 až 2008 byl poslancem Knesetu za Stranu práce a během své politické kariéry zastával post ministra zdravotnictví a dopravy v izraelské vládě. Je předsedou strany Jisra'el Chazaka, kterou založil v květnu 2008.

## Biografie
Narodil se v Tel Avivu za dob britské mandátní Palestiny. Jeho otec Moše Sne byl jedním z velitelů Hagany a po vzniku Izraele zhruba po dvacet let izraelským poslancem (nejprve za stranu Mapam a následně za Maki).
V letech 1962 až 1964 sloužil v pěchotním praporu brigády Nachal. Poté vystudoval medicínu na Telavivské univerzitě a jako specializaci si zvolil interní medicínu. Po dokončení studií se vrátil do armády, kde se stal lékařem pluku a posléze brigády; konkrétně Výsadkářské brigády. Během jomkipurské války v říjnu 1973 velel zdravotnické jednotce Výsadkářské brigády při bitvě o Čínskou farmu a v bitvách západně od Suezského průplavu. Dále též velel zdravotnické jednotce během operace Entebbe v roce 1976 a působil jako velitel elitní jednotky 669 a velitel bezpečnostní zóny v jižním Libanonu. Jeho poslední armádní pozicí byl velitel civilní administrativy na Západním břehu Jordánu.
V prosinci 1987 odešel z armády a vstoupil do Ma'arachu. V letech 1988 až 1994 byl členem řady delegací, které jednaly zejména s palestinskými představiteli. Ve volbách v roce 1992 byl zvolen poslancem Knesetu a byl jmenován ministrem zdravotnictví v Rabinově a Peresově vládě. V roce 1999 byl jmenován náměstkem ministra obrany a v roce 2001 ministrem dopravy.
Vyjadřoval své námitky proti izraelskému stažení z jižního Libanonu, avšak nakonec rozhodnutí tehdejšího premiéra Ehuda Baraka přijal. Obecně je však Sne v rámci Strany práce pokládán za „jestřába“. Opakovaně vyjadřoval své obavy nad íránským jaderným programem. V roce 2006 si Írán stěžoval u Rady bezpečnosti OSN na Snehovy výroky, že Izrael musí být připraven zabránit íránskému jadernému programu „za každou cenu.“
V koaličních jednání, vedoucí k vytvoření 31. vlády pod vedením Ehuda Olmerta, existovaly spekulace, že by byl Sne jmenován náměstkem ministra obrany. I když se tak zpočátku nestalo, 30. října 2006 byl nakonec náměstkem jmenován a působil tak pod Amirem Perecem, který byl rovněž členem Strany práce. Perecovo nahrazení Barakem po druhé libanonské válce v létě 2007 vedlo nakonec i ke změně v pozici ministrova náměstka. Sne funkci opustil 18. června 2007 a nahradil jej v ní Matan Vilna'i.
Dne 28. května 2008 oznámil, že opustí Stranu práce a založí novou stranu – Jisra'el Chazaka. O tři dny později rezignoval na svůj poslanecký mandát a v jeho poslaneckém křesle jej vystřídal Šakíb Šanán.
Žije v Herzlije, je ženatý a má dvě děti.